# Nema Kunku
Nema Kunku è un centro abitato del Gambia, situato nella Divisione della West Coast.